# Guillem VIII de Montferrat
Guillem VIII de Montferrat, fou marquès de Montferrat del 1464 al 1483. Va assumir el títol succeint al seu germà Joan IV.

## Joventut
Guillem era el segon fill del marquès Joan Jaume de Montferrat i de la seva esposa Joana de Savoia. De petit, va estar captiu, a causa dels enemics del seu pare. El 1425, amb només cinc anys, Joan Jaume el va fer viatjar per assumir el títol de senyor de Bar i el seu oncle Amadeu VIII de Savoia va aprofitar per capturar-lo i retenir-lo a Thonon durant dos anys, per pressionar el seu pare a negociacions.
El 1440 va acompanyar el seu pare al Regne de Nàpols i com a cosí del rei Renat I estava assegut entre els més propers en el consell que es va celebrar per decidir com es faria la defensa de Nàpols de l'atac d'Alfons d'Aragó.

## Al servei del seu germà
A la mort del pare el 1445, el seu germà Joan IV de Montferrat va assumir el títol i Guillem en va ser el seu fidel col·laborador.
L'1 de novembre del 1448, a petició del seu germà Joan, va passar al servei de Francesc Sforza, com a administrador d'Alessandria, una ciutat que antigament havia format part del Marquesat de Montferrat, i amb la promesa de Francesc que si Joan el requeria per la defensa del marquesat podria abandonar el seu càrrec a Alessandria. El càrrec d'administrador era provisional, mentre Francesc estava ocupat en la guerra per la successió al Ducat de Milà. Quan la qüestió de Milà va quedar resolta, els ciutadans d'Alessandria havien fet vot de fidelitat a Guillem (10 de gener del 1449) i no volien que abandonés el seu lloc. Francesc el va fer arrestar i el va tenir retingut durant un any a Pavia. Va signar un document a canvi del seu alliberament renunciant a Alessandria, però tan aviat com va estar en llibertat va enviar un escrit queixant-se pel tracte rebut durant la seva captivitat i això invalidava el seu compromís.
El 1451 Guillem i el seu germà Joan van signar una aliança amb la República de Venècia, per fer un front comú al poder creixent de Francesc Sforza. Guillem va provar, sense reeixir-ne, de conquerir Alessandria. Durant la revolta, Giovanni della Noce, fou ajusticiat, acusat de conspirar contra Joan IV de Montferrat. Només amb la intervenció de Renat d'Anjou, els Sforza i els Montferrat es van reconciliar.
El 1453, el papa Nicolau V va demanar a Guillem i a Joan que s'unissin a una croada per la recuperació de Constantinoble, que havia caigut en poder dels otomans, però la situació era massa delicada al nord d'Itàlia i tots dos germans hi van renunciar.

## Marquès de Montferrat
El gener del 1464 Joan IV va morir sense descendents mascles legítims i llavors Guillem va assumir el títol de marquès. Durat el seu govern va fer importants millores urbanístiques a Casale Monferrato, la capital.
A partir d'aquest moment la seva màxima preocupació va ser tenir descendència masculina. El 18 de juliol del 1469 va fer el vot de la construcció d'una església dedicada a sant Domènec a casale Monferrato si déu li concedia el seu desig. Mentrestant el seu contracte com a condotiero al servei dels Sforza va ser renovat, treball que li era remunerat per 12.000 ducats, que augmentaria fins a 50.000 en cas de guerra. Quan el 1476, Galeàs Sforza va morir assassinat, Guillem va exercir de tutor del seu fill.

## Matrimoni i descendència

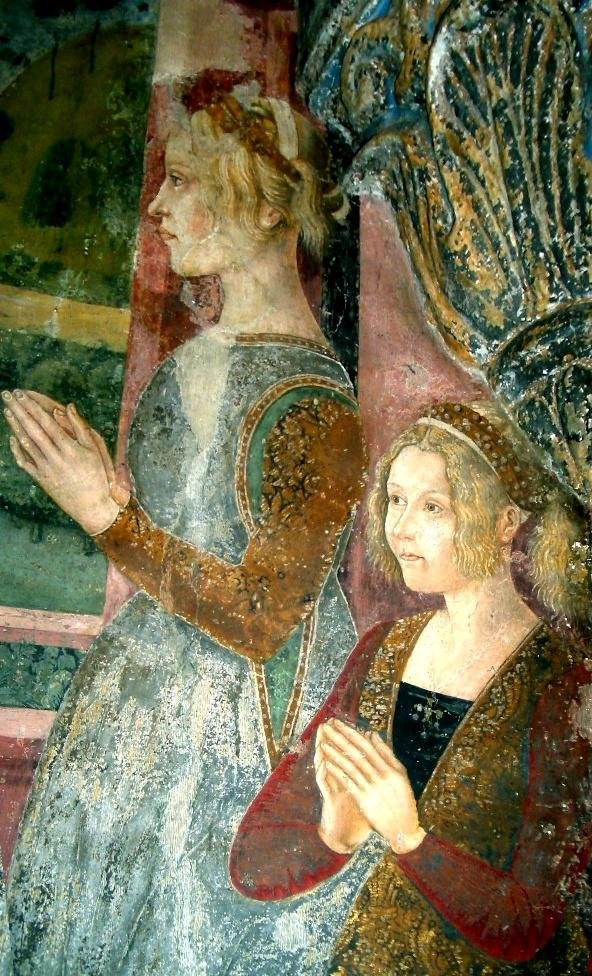
Les filles de Guillem: Joana i Blanca, retratades a l'església de Serralunga di Crea.

Es va casar per primera vegada el 19 de gener del 1465 amb Maria de Foix, filla del comte Gastó IV, però ella va morir el 1467. Es va tornar a casar el 18 de juliol del 1469 amb Elizabetta Sforza (1456–1473), filla de Francesc I duc de Milà. Va tenir un tercer matrimoni el 6 de gener del 1474 amb Bernarde de Brosse.
Abans de casar-se va tenir un fill i una filla il·legítims:
- Anníbal (1460 – 1523), que fou senyor de Frassinello.

Amb la primera esposa va tenir una filla:
- Joana (1466 – 1490), que es va casar amb Ludovico II del Vasto, marquès de Saluzzo.

D'una amistançada va tenir una filla:
- Lucrezia (1468 – 1508), que es va casar amb Bartolomeo del Carretto.[6]

Amb la segona esposa va tenir dues filles:
- Margarida, que es va casar amb Ettore de Monteynard, camarlenc de França i governador d'Asti.[6]
- Blanca (1472 – 1519), que es va casar amb Carles I, duc de Savoia.[7]

Com que no va tenir fills mascles, el títol de marquès va passar al seu germà Bonifaci.